# Manuel Sabaté i Llopart
Manuel Sabaté i Llopart, dit Manolo (L'Hospitalet de Llobregat, 1927 – Barcelona, 24 de febrer de 1950) fou un anarcosindicalista i guerriller antifranquista català.

## Biografia
Germà petit dels anarquistes Francesc (Quico) i Josep, Manuel Sabaté nasqué a L'Hospitalet de Llobregat el 1927.

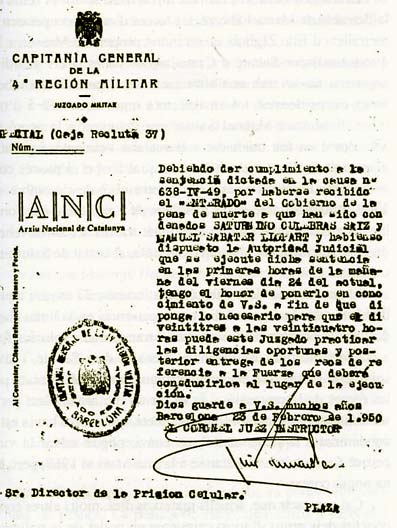
Sentència de mort a Manuel Sabaté i Saturnino Culebras

El 1943, a l'edat de 16 anys, decidí marxar d'Espanya i tres anys després travessà la frontera per trobar-se amb el seu germà Josep a Tolosa de Llenguadoc i poc després amb Francesc. Va començar a treballar com a peó per a una cooperativa.
Tot i l'oposició dels seus germans, que volien mantenir-lo lluny de la guerrilla, va decidir unir-se a la Resistència. En 1949 Josep es va unir a un grup d'acció urbana i Quico va ser detingut. Manuel pogué unir-se a un nou grup, el de Ramon Vila i Capdevila Caracremada .
A Catalunya, el grup va ser emboscat i "Manolo" va ser fet presoner. Va ser identificat i condemnat a mort ràpidament. El jove Sabaté va ser afusellat al Camp de la Bota de Barcelona el 24 de febrer de 1950, a l'edat de 23 anys. Amb ell també morí en Saturnino Culebras Saiz, de 29 anys.

## La fi deManoloen la literatura
A la figura de Manuel Sabaté Llopart li ha dedicat algunes línies l'escriptor llibertari italià Pino Cacucci, que descriu el final d'una història dedicada a Quico Sabaté.
«[Francesc] No podia mantenir el més jove dels seus germans, Manolo, lluny d'unir-se a la guerrilla. Era jove, tot just vint-i-dos anys, quan va travessar la frontera amb dos companys de més edat, de Tolosa, on s'havia instal·lat des de feia algun temps. Ells van caure en una emboscada de la Guàrdia Civil, se les hi van arreglar per escapolir-se i després en una segona batalla, va ser assassinat un dels tres, anomenat Helios. Manolo va perdre el contacte amb l'altre company, Ramon, va rodar per un barranc, però encara amb vida. Es va perdre a les muntanyes, i va ser capturat per una patrulla, esgotat per la fam i el fred. Manolo fou afusellat el 24 de febrer de 1950 al camp de concentració de Bota, Barcelona. Ell tenia vint-i-dos anys, i va cridar a l'escamot d'afusellament: "Prego per vosaltres, el meu germà Quico em venjarà."»